# Кярла
Кя́рла (ест. Kärla alevik) — селище в Естонії, у волості Ляене-Сааре повіту Сааремаа.

## Населення
Чисельність населення на 31 грудня 2011 року становила 908 осіб.

## Географія
Через селище проходять автошляхи 78 (Курессааре — Кігелконна — Веере) та 118 (Симера — Кярла — Удувере). Від селища відходять другорядні дороги: Кярла — Каруярве, Каріда — Кярла та Коґула — Кярла.
Через населений пункт тече річка Кярла (Kärla jõgi).

## Історія
Територія поселення до 15-го століття належала до приходу Каарма (Kaarma kihelkond). Після будівництва церкви Святої Марії Магдалини прихід Кярла (Kärla kihelkond) вперше згадується в історичних документах у 1438 році.
До 12 грудня 2014 року селище входило до складу волості Кярла і було її адміністративним центром.

## Історичні пам'ятки
Приблизно у третій чверті 13-го століття в поселенні була побудована церква Святої Марії Магдалини, але в 1842 році через небезпеку обвалу вона була знесена. У 1842—1843 роках на місці середньовічної була побудована нова церква (Kärla Maarja Magdaleena kirik). Храм належить до Естонської євангелічно-лютеранської церкви.
У селищі існує старовинний цвинтар, зареєстрований як історичний пам'ятник. На кладовищі збереглася каплиця, побудована в 1850 році. У західній частині цвинтаря встановлений пам'ятник на місці братньої могили жертв Другої світової війни.

## Галерея

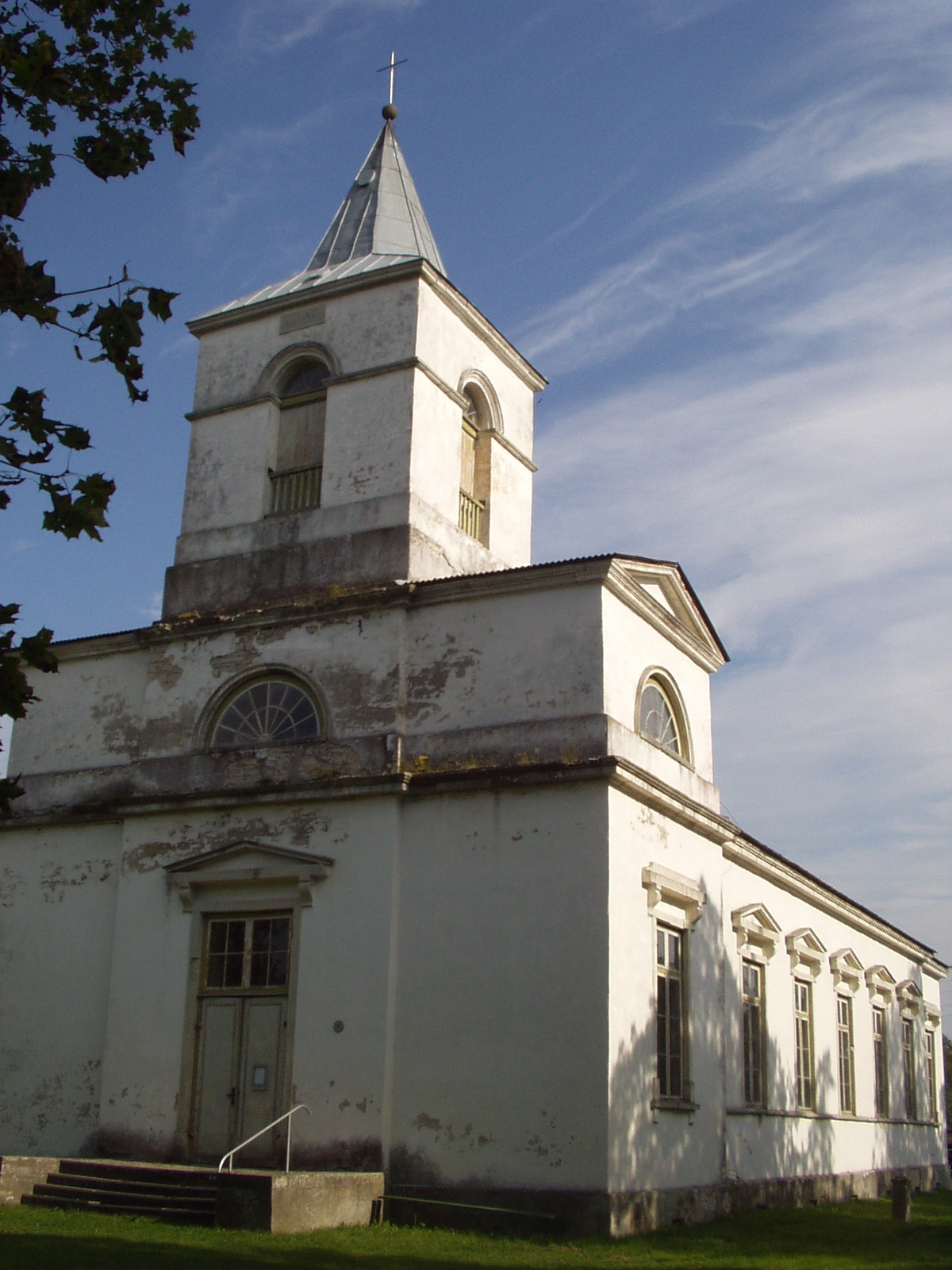
Будівля церкви
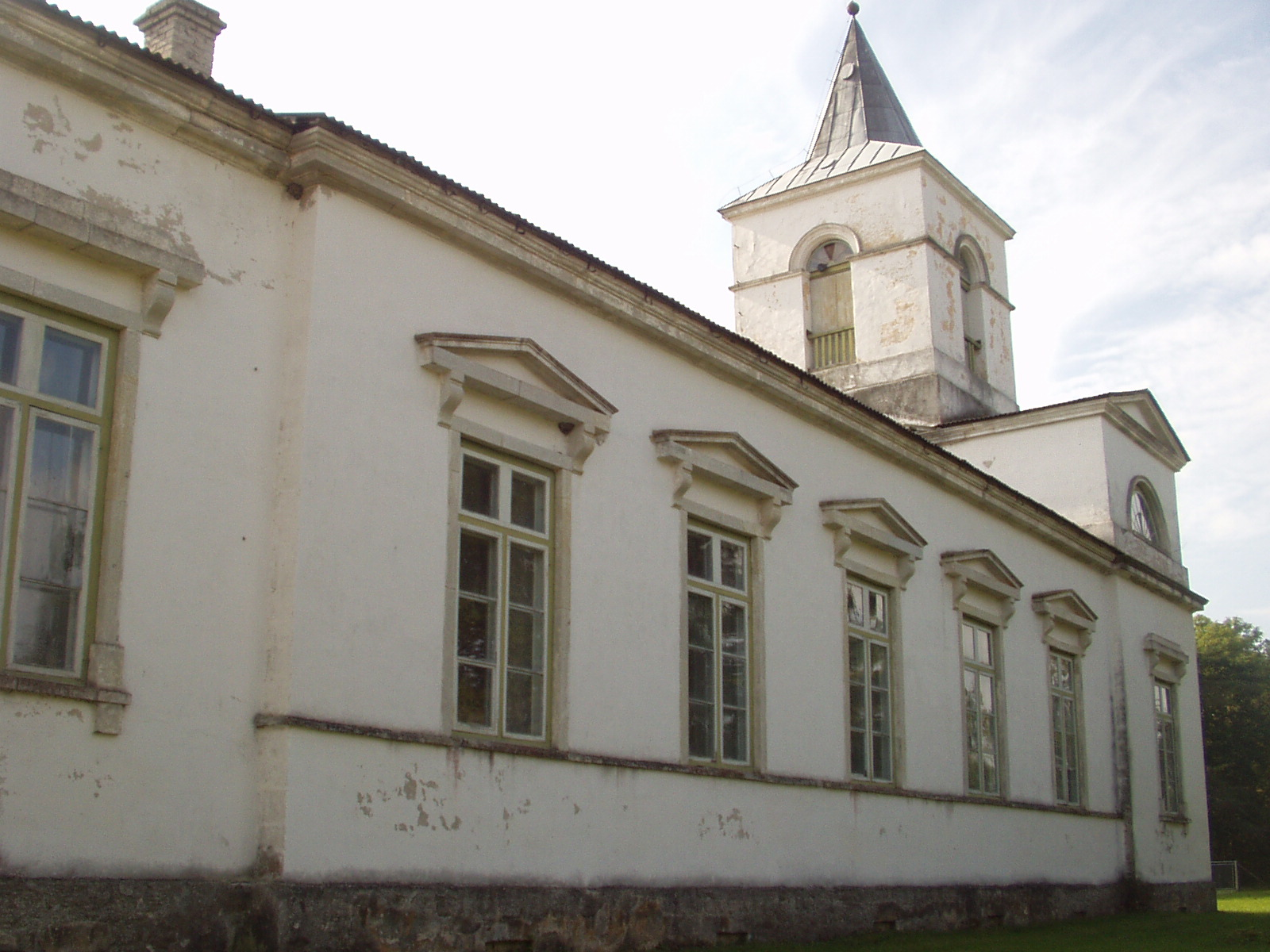
Будівля церкви
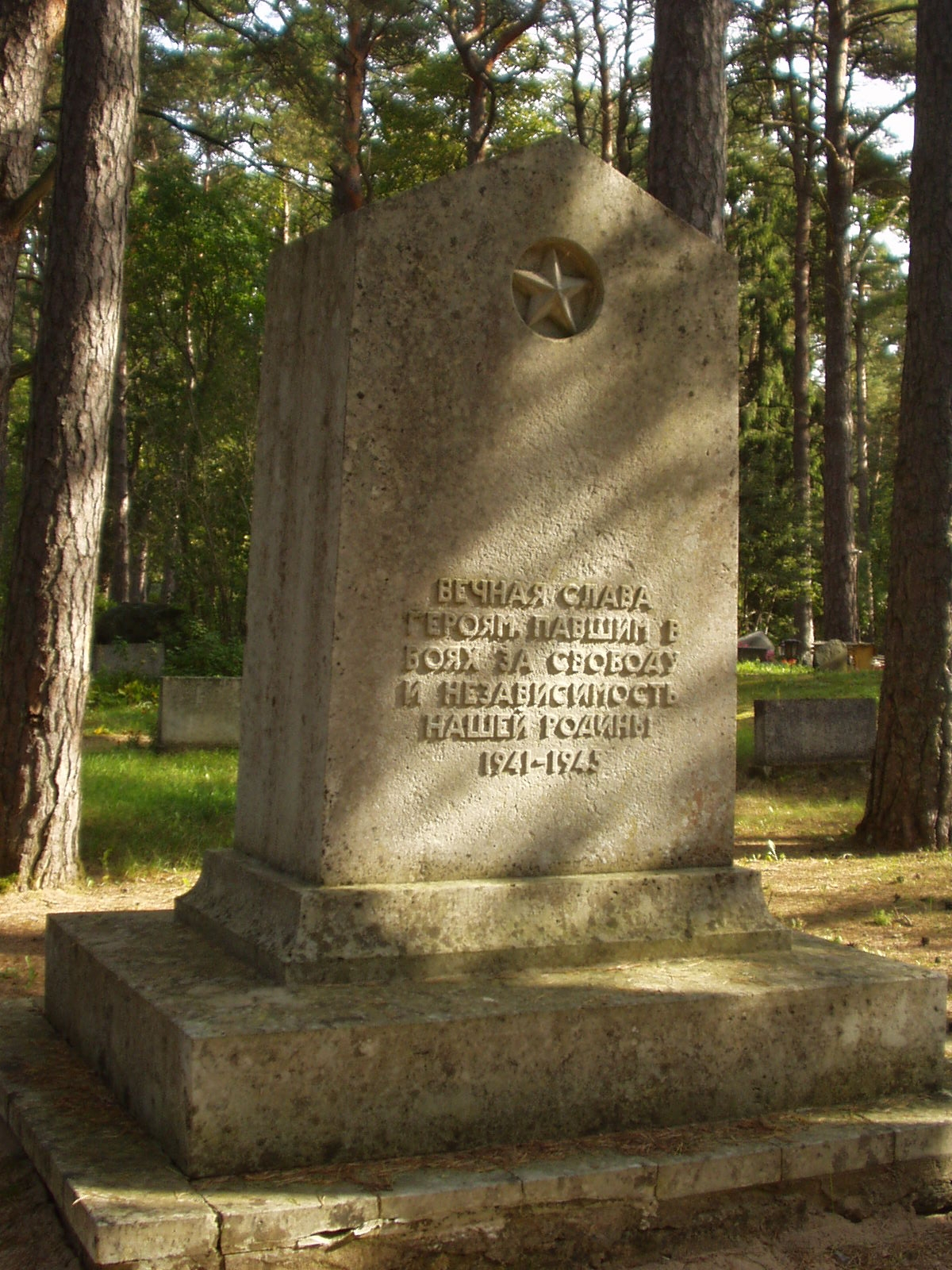
Братня могила загиблих у Другій світовій війні